# 赵先孜
赵先孜（1926年11月—），男，安徽宿县人，中国科技管理专家，曾任中国科学院南京分院副院长，中国天文学会秘书长。